# Armodorum
Armodorum là một chi thực vật có hoa trong họ Orchidaceae.